# 密康公
密康公是周朝密国的国君，姬姓。密须国在他当政时，因他的不合当时礼制的行为而被周共王所灭。
史籍《国语》记载，密康公在跟随周共王出游时，看到了三个美丽的女子，想要娶她们为妻，但密康公的母亲劝说他不要这样做，因为这种做法不符合礼制，但密康公没有听从他母亲的建议。最后，密国于次年因为此事被周共王所灭。